# The Blanks
The Blanks är en amerikansk a cappella-grupp, mest känd för sina återkommande gästspel i TV-serien Scrubs, där bandmedlemmen Sam Lloyd har en biroll som den neurotiske advokaten Ted. Övriga medlemmar är Philip McNiven, George Miserlis och Paul F Perry. I Scrubs har de gått under namnen Ted's Band och The Worthless Peons. Efter att TV-serien lades ner har gruppen haft uppträdanden runt om i världen, bl.a. tre i Sverige i januari 2012 .

## Diskografi

### Album
- 2004 – Riding the Wave [2]

### Singlar
- 2007 – "Over the Rainbow" [3]
- 2010 – "Hey Ya!" [4]
- 2011 – "Don't Tell Me" [5]
- 2011 – "Guy Love" [6]
- 2013 – "Cheap Ketchup" [7]
- 2013 – "Take on Me" [8][9]

### Fotnoter
1. ↑  ”Shows | The Blanks” (på engelska). Theblankswebsite.com. Arkiverad från originalet den 13 maj 2013. https://web.archive.org/web/20130513220532/http://www.theblankswebsite.com/shows. Läst 13 juli 2013.
2. ↑  ”Riding the Wave” (på engelska). Itunes.apple.com. https://itunes.apple.com/us/album/riding-the-wave/id398530161. Läst 10 juli 2013.
3. ↑  ”Over the Rainbow” (på engelska). Itunes.apple.com. https://itunes.apple.com/us/album/over-the-rainbow/id216028985. Läst 10 juli 2013.
4. ↑  ”Hey Ya! - Single” (på engelska). Itunes.apple.com. https://itunes.apple.com/us/album/hey-ya!/id387290101?i=387290210. Läst 10 juli 2013.
5. ↑  ”Don't Tell Me - Single” (på engelska). Itunes.apple.com. https://itunes.apple.com/us/album/dont-tell-me-single/id418937975. Läst 10 juli 2013.
6. ↑  ”Guy Love - Single” (på engelska). Itunes.apple.com. https://itunes.apple.com/us/album/guy-love-single/id445845625. Läst 10 juli 2013.
7. ↑  ”Cheap Ketchup - Single” (på engelska). Itunes.apple.com. https://itunes.apple.com/us/album/cheap-ketchup-single/id647248732. Läst 10 juli 2013.
8. ↑  ”News | Take on Me” (på engelska). Theblankswebsite.com. Arkiverad från originalet den 2 november 2013. https://web.archive.org/web/20131102171501/http://www.theblankswebsite.com/news/TakeonMe. Läst 10 juli 2013.
9. ↑  ”Take on Me - Single” (på engelska). Itunes.apple.com. https://itunes.apple.com/us/album/take-on-me-single/id659583056. Läst 10 juli 2013.